# 國立交通大學歷史年表

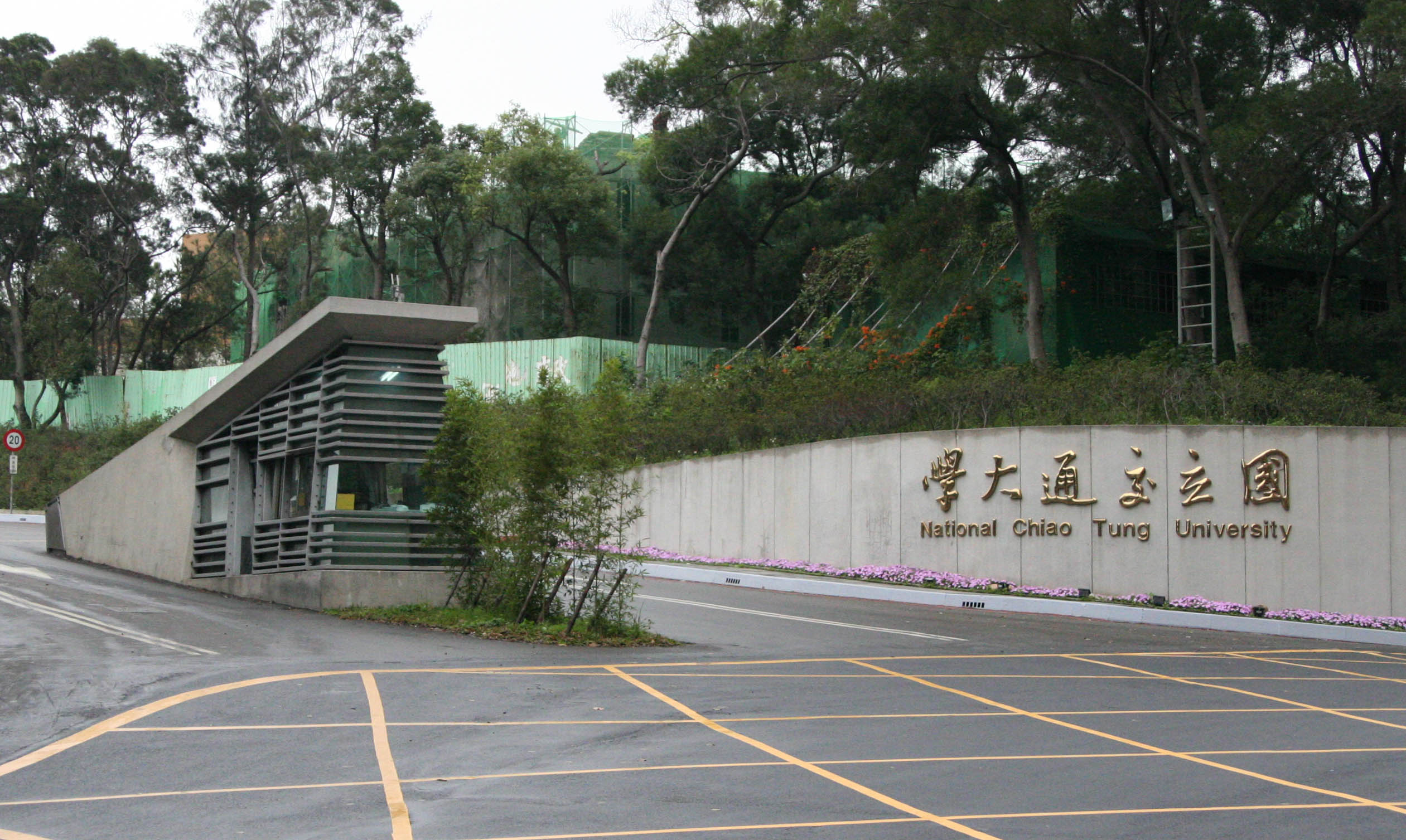
國立交通大學

國立交通大學歷史年表，為位於臺灣新竹市的國立交通大學，自1958年在臺復校以來所發生的重要事件，以年代的方式表列。若欲知交通大學自1896年創校以來，所發生的事情與歷史，請參閱：交通大學、交大發展館：年表－大陸時期。

## 現況
國立交通大學以電子、資訊、管理聞名全世界，曾製造臺灣第一部電腦，其畢業校友亦為竹科高科技廠商的主要來源人力。該校目前設有電機、資訊、光電、理、工、生物科技、管理、人文社會、客家文化、國際半導體產業、智慧科學暨綠能、科技法律等12個學院，共有18個學系、30個獨立研究所，共籌設五大校區，以「光復校區」為校本部。
博愛校區，籌設歷史請參見：博愛校區
光復校區，籌設歷史請參見：光復校區（校本部）
臺北校區，籌設歷史請參見：臺北校區
臺南校區，籌設歷史請參見：臺南校區
竹北校區，籌設歷史請參見：竹北校區

## 復校過程
美國交通大學同學會的趙曾玨有鑑於核子科學已由國立清華大學成立的原子能研究所開始發展，但是與核子研究極其相關之電子研究則尚付闕如，力倡在臺成立國立交通大學電子研究所。於1958年6月1日國立交通大學電子研究所正式成立（設立博愛校區），由當時的教育部科學教育委員會主任委員李熙謀兼任研究所第一任所長。

## 年表[1]

### 國立交通大學電子研究所（1958年～1967年）
1958年，國立交通大學電子研究所正式成立（設立博愛校區）。
1961年，交大自製電視發射機試播成功，為中華民國電視廣播之始。
1962年，由教育部組成教育電視臺，使用交大自製之電視發射機正式開播。同年，於校慶上公開展出臺灣第一臺電子計算機，並正式啟用。
1963年，裝設臺灣第一部固態雷射，並著手研發真空管，及自製電晶體。
1964年，恢復招收大學部，增設電子物理學系及電子工程學系，同年，設立半導體實驗室。
1965年，設立自動控制工程學系，同年自製氦氖氣體雷射及積體電路成功，此外也成功研製臺灣第一批電晶體。
1966年，增設通訊工程學系。

### 國立交通大學工學院（1967年～1979年）
1967年，電子研究所改制為工學院。
1968年，增設電子研究所博士班。
1969年，舉辦第一屆梅竹錦標對抗賽，清大以７：４勝交大。
1970年，增設管理科學研究所碩士班，博士研究生張俊彥通過博士學位考試，為臺灣第一位工學博士。而自動控制工程學系更名計算與控制學系。
1971年，增設管理科學學系。
1972年，增設應用數學學系、計算機科學學系。計算與控制學系更名為控制工程學系。
1973年，吳淞商船學校之商船同學會發起恢復交通大學校名，設立商船學院，並由海外校友聯名致函教育部及交通部請求。同年，增設海洋運輸學系及航運技術學系。
1974年，增設計算機科學研究所碩士班及運輸管理學系。
1976年，恢復機械工程學系，並建立運輸工程研究所碩士班。
1977年，增設應用數學研究所碩士班，而半導體實驗室改制為半導體研究中心。
1978年，設立光復校區，有償撥用威武營區及附近民地。同年，申請恢復土木工程學系未果，改增設交通工程學系。
1979年，設立臺北校區，遷往臺北北門郵局四樓，以配合建教合作需要。同年，成立電信研究所碩士班、交通工程學系更名為土木工程學系、計算機科學系所更名為計算機工程學系所、運輸工程研究所更名為交通運輸研究所。光復校區人工湖竣工，命名「竹湖」。

### 國立交通大學

#### 1979年～1990年
1979年7月，中華民國教育部奉准交通大學工學院恢復大學名義，分設理、工、管理三學院，並由院長郭南宏繼任交通大學校長。此時工學院內計有電子、控制、計算機、電信、機械、土木六個系所及博士班。
1980年，增設資訊科學學系、光電工程研究所碩士班及計算機工程研究所博士班、海洋運輸學系及運輸管理學系調整合併為運輸工程與管理學系。光復校區行政大樓竣工啟用，校本部正式遷入辦公。
1981年，增設控制工程研究所碩士班、機械工程研究所碩士班及管理研究所博士班。半導體貴重儀器使用中心。計算機工程研究所成功試製國內第一具由電腦控制之工業用機械人。
1982年，增設應用化學研究所碩士班。
1984年，成立電子與資訊研究中心。成立機械工程研究所博士班及應用數學研究所博士班。航運技術學系調整為工業工程與管理學系。
1985年，增設光電工程研究所博士班及土木工程研究所碩士班。
1986年，增設資訊科學研究所碩士班及光電工程研究所博士班。
1987年，增設交通運輸研究所博士班及工業工程研究所碩士班。
1988年，擴增光復校區（軍方有償撥用日新營區），並與新竹科學園區合作，設立電子與資訊研究中心。校長阮大年推動之校園資訊網路系統正式啟用，為國內校園之首創。同年，增設電子物理研究所碩士班及土木工程研究所博士班、計算機工程學系更名為資訊工程學系。
1989年，租用新竹科學園區土地，設立國家奈米實驗室，材料科學與工程研究所碩士班及資訊管理研究所碩士班。。
1990年，電信系成功研製國內第一個毫米波平面式振盪器。同時首創電腦語音放榜，提供電腦語音查榜服務。同年，增設環境工程研究所碩士班、資訊科學研究所增設博士班、應用化學系（為臺灣公立學校首設之新系）。

#### 1991年～2000年
1991年，增設工業工程、控制工程及電子物理研究所博士班、傳播科技及科技管理研究所碩士班。
1992年，設置世界第一套學生宿舍光纖網路。國家奈米元件實驗室正式啟用（固態電子系統大樓）。同年，與美國貝爾通訊實驗室簽定合作研究協議。並增設統計學研究所及應用藝術研究所碩士班，電信、應用化學、材料科學與工程研究所博士班。
1993年，增設物理研究所碩士班、環境工程及資訊管理二研究所博士班。
1994年，將電子、電信、控工、資工等系所由工學院劃出成立「電機資訊學院」，並增設外國語文學系、資訊管理研究所碩士班、生物科技研究所碩士班。
1995年，而一向以理、工、資訊及管理見長的交大，為了建立科技與人文兼具的綜合大學，設立「人文社會學院」。同年，與無線衛星電視（TVBS電視臺）合作製播梅竹賽專輯，並實況轉播梅竹賽。同時成立臺灣第一座高頻實驗室，並且臺灣第一個由大學學生組成的IEEE學生支會－IEEE國立交通大學支會成立。
1996年，交大百年校慶管理科學研究所更名經營管理研究所，並增設生物科技研究所博士班。同時開辦「遠距教學」，提供學生多元的學習管道。
1997年，成立生物科技創新育成中心、企業法律中心。
1998年，增設物理研究所博士班、科技管理研究所博士班、管理科學研究所博士班、生物科技學系、電機資訊學院碩士在職專班、工學院產業安全與防災在職專班、管理科學系碩士學程在職專班、工業工程與管理碩士在職專班、資訊管理研究所碩士學程在職專班、科技管理研究所在職專班。同年，電子計算機中心更名計算機與網路中心、共同科改制分設通識教育中心及語言教學與研究中心。
2000年，榮獲李立家族基金會及臺揚科技股份有限公司捐贈新臺幣1億7000萬元，成立「李立臺揚網路研究中心」，為臺灣大學獲得私名及企業研究贊助之最高紀錄。同年，增設生化工程研究所碩士班、科技法律研究所碩士班、語言與文化研究所碩士班。並將應用藝術研究所音樂組改制為音樂研究所碩士班。另外，該校與IBM簽約之電子商務中心成立。

#### 2001年～2010年
2001年，與瑞典查爾默科技大學進行交流，並互設辦公室。
2002年，交大與清大、陽明、中大等三校共同成立臺灣聯合大學系統。並增設生物資訊研究所、生化工程研究所、文化社會政策研究所、晶片系統研究中心。
2003年，成立「生物科技學院」，增設「光電工程學系學士班」、「資訊與財金管理學系學士班」、「顯示科技研究所碩士班」、「人文社會學系學士班」、「傳播與科技學系學士班」、電子物理學系學士班將分「電子物理組」與「光電與奈米科學組」兩組招生。光復校區東側本校永久性機車道竣工。
2004年，設立「客家文化學院」、「通識教育委員會」，並將資訊工程學系與資訊科學系合併為一系；增設資訊學院。然後，將教育學程中心更名為師資培育中心。而光復校區新西南大門正式開放通車（現光復校區南大門）。
2005年，成立「資訊學院」，電機資訊學院改為「電機學院」。光電系成功研發出面射型藍光雷射，領先美日等國，並與工研院合作，進行相關規格與重複製造驗證等商品化準備，共同研究量產技術。
2006年，增設管理學院企業管理碩士學程（MBA）、生醫工程研究所碩士班、數學建模與科學計算研究所碩士班、奈米科技研究所博士班、財務金融研究所博士班、平面顯示技術碩士學位學程與碩士在職專班。
2007年，增設應用化學系分子科學博士班、加速器光源科技與應用碩士學位學程、聲音與音樂創意科技碩士學位學程、族群與文化研究所碩士班、理學院科學學士學位學程、奈米科學及工程學士學位學程。並與美國伊利諾大學香檳校區電機系簽署研究生與敎授交換計畫。
2008年，管理學院通過國際商管學院促進協會（AACSB）認證。生化工程研究所與生物醫學研究所調整為分子醫學與生物工程研究所，生物資訊研究所調整為生物資訊及系統生物研究所，理學院碩士在職專班網路學習組調整為理學院碩士在職專班科技與數位學習組，電機與控制工程學系與電信工程學系調整為電機工程學系、電控工程研究所與電信工程研究所，人文社會學系與族群與文化研究所調整為人文社會學系，並新增加速器光源科技與應用博士學位學程。
2009年，配合臺南校區設立，創立了全臺第一個「光電學院」；同年設立六家校區，「客家文化學院」遷入。

#### 2011年～
2015年，成立產業導向定位之國際化學院─「國際半導體產業學院」。同年創立「科技法律學院」。
2018年，12月，陽明大學決定合校優先議約對象為交通大學。
2019年，臺南校區創立「智慧科學暨綠能學院」，於108學年度正式招生。

## 外部連結
- 國立交通大學*（页面存档备份，存于）
- 財團法人交大思源基金會（页面存档备份，存于）
- 國立交通大學璞玉計畫暨新校區推動小組
- 學聯會網站
- NCTU Wiki（页面存档备份，存于）